# Mauritiuskirche (Wiernsheim)

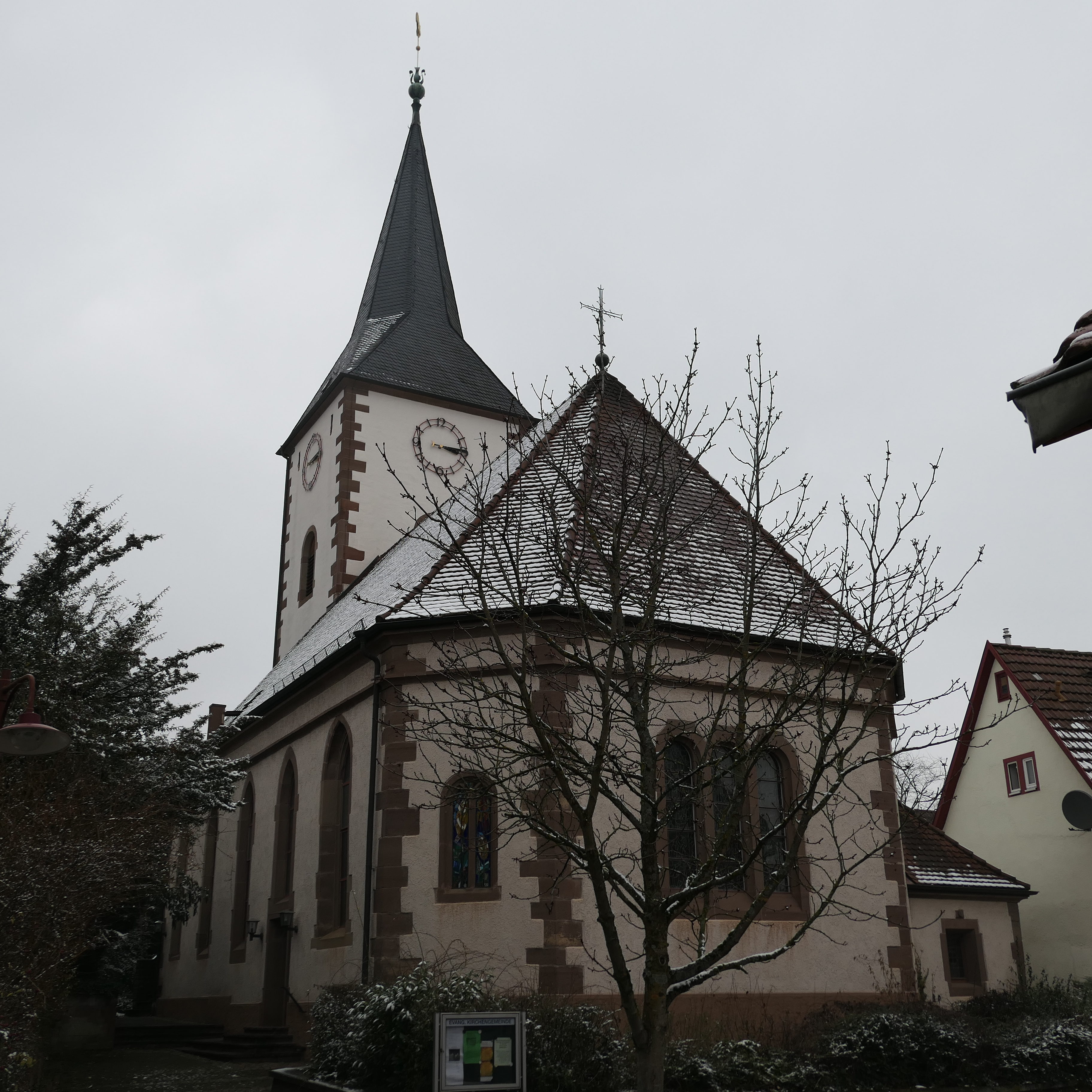
Sankt Mauritius (Wiernsheim) Ansicht NO

Die evangelische Mauritiuskirche in Wiernsheim wurde 1149 als Nachfolger einer um 800 erbauten Holzkirche errichtet. Die im Kern romanische Kirche ist 25 Meter lang und verfügt über einen 35 Meter hohen Turm. Am 14. April 1945 wurde sie bei einem Bombenangriff schwer beschädigt und von 1949 bis 1951 in Stand gesetzt.

## Geschichte
Die Kirche St. Mauritius wurde 1194 durch Ulrich von Iptingen an das Kloster Maulbronn verschenkt und dem Kloster 1224 inkorporiert. Um 1400 wurde der Kirchhof befestigt. Die Steinkirche stammt vermutlich aus dem 14. Jahrhundert und erfuhr im Laufe der Jahre, insbesondere um 1600, immer wieder Um- und Anbauten. Eine erhaltene Jahreszahl an der Tür der Südseite nennt das Jahr 1417. Nach 1534 erfolgte die Einführung der Reformation in Wiernsheim, das mit der Zeit eine starke evangelisch-pietistische Prägung erhielt.

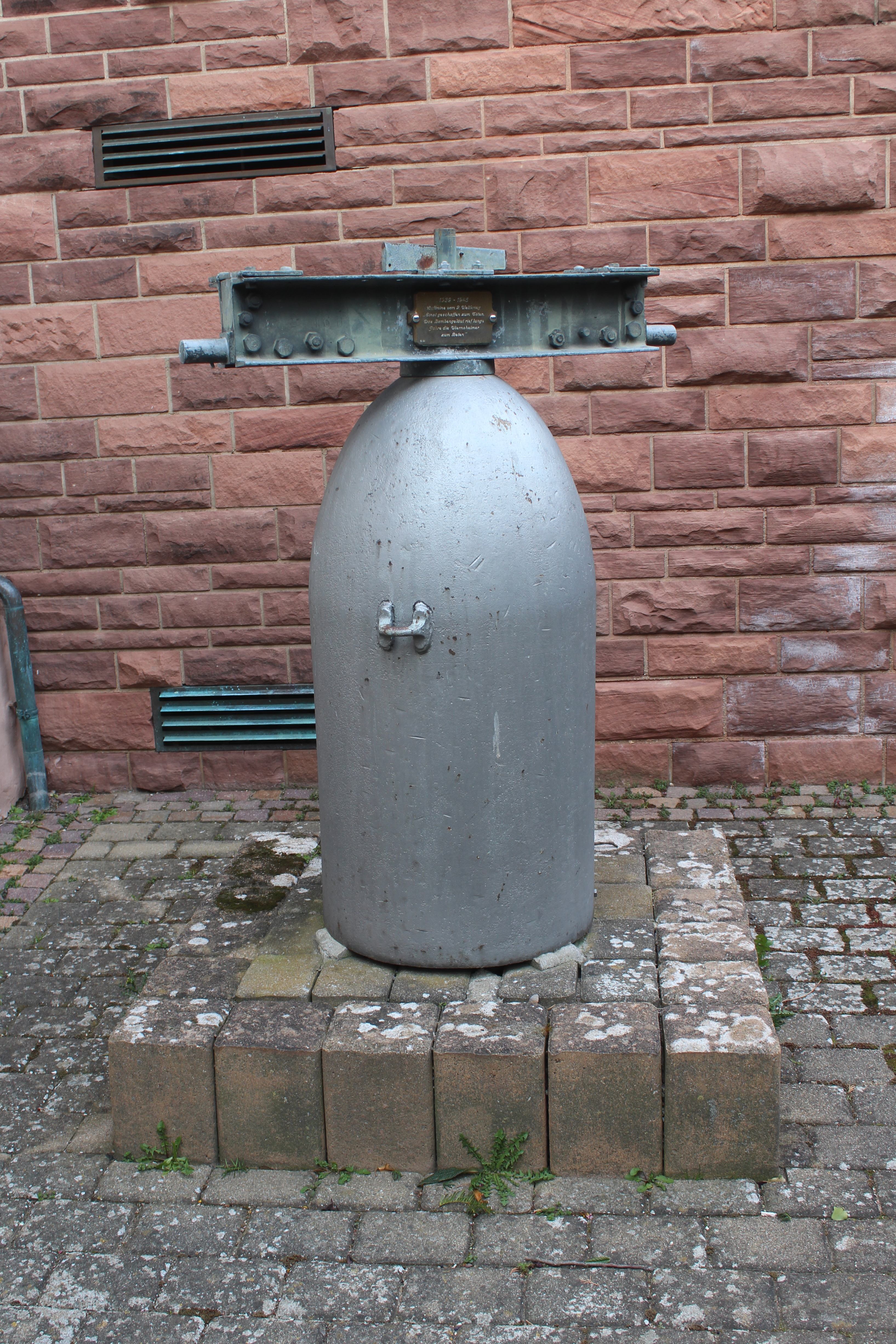
Aus der Hülle einer Luftmine gefertigte „Bombenglocke“.

Von 1949 bis 1962 verwendete die Mauritiuskirche Hüllen von Luftminen, die als Blindgänger niedergingen, als Glocken. Eine dieser Glocken ist als Denkmal neben der Kirche ausgestellt.
Die evangelische Kirchengemeinde Wiernsheim gehört zum Kirchenbezirk Mühlacker der Württembergischen Landeskirche.

## Galerie

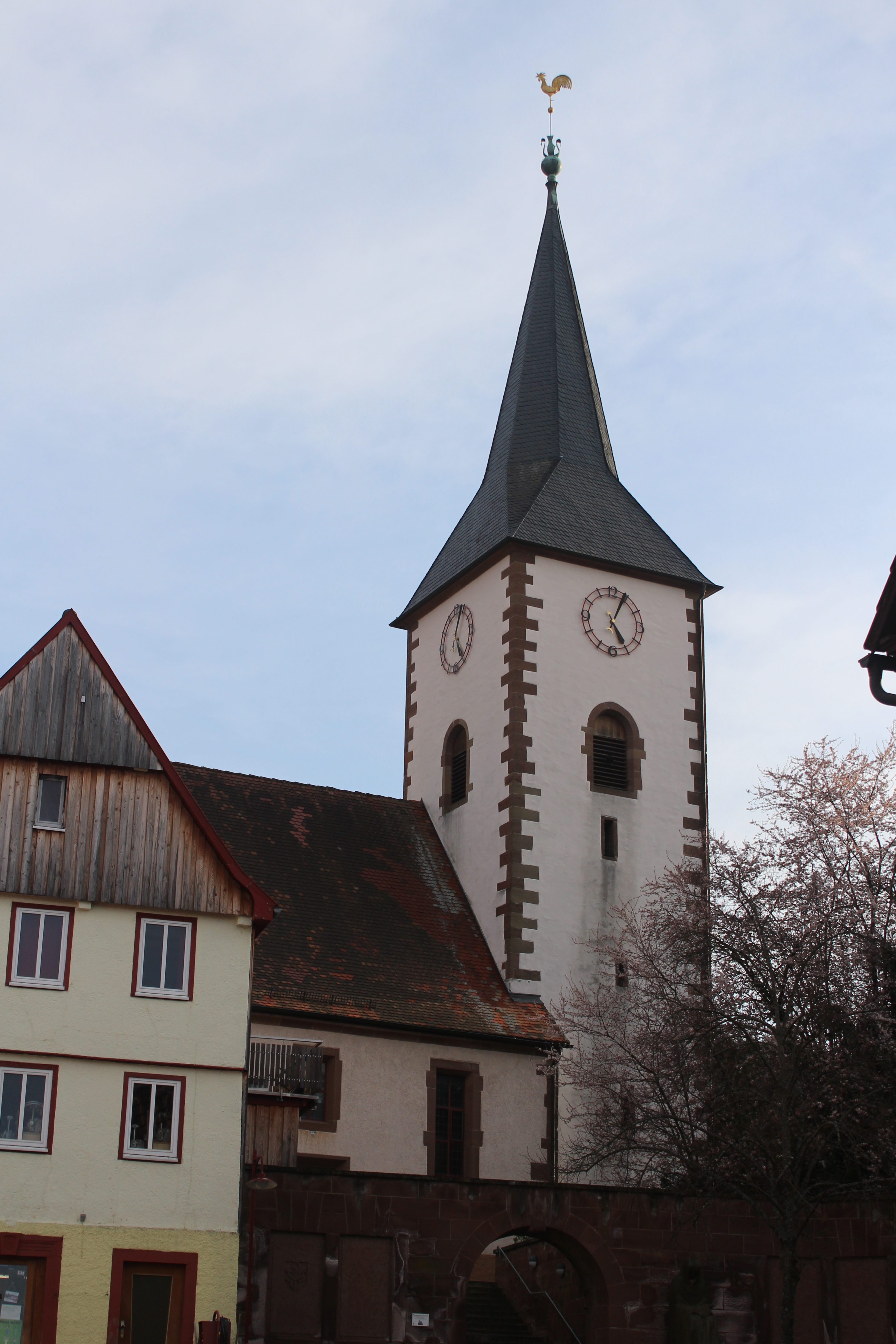
Mauritiuskirche Wiernsheim Süd
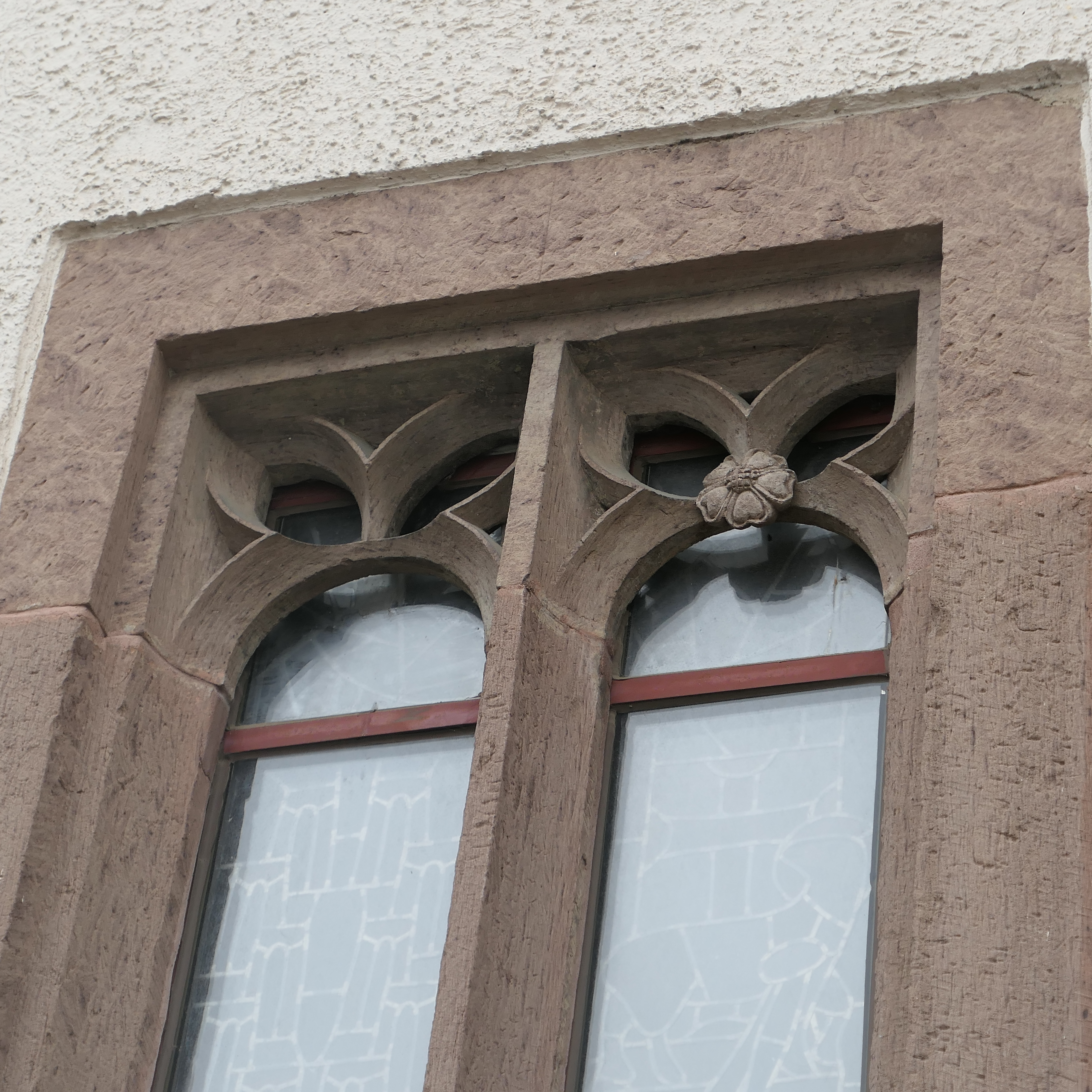
Maßwerk am Chor
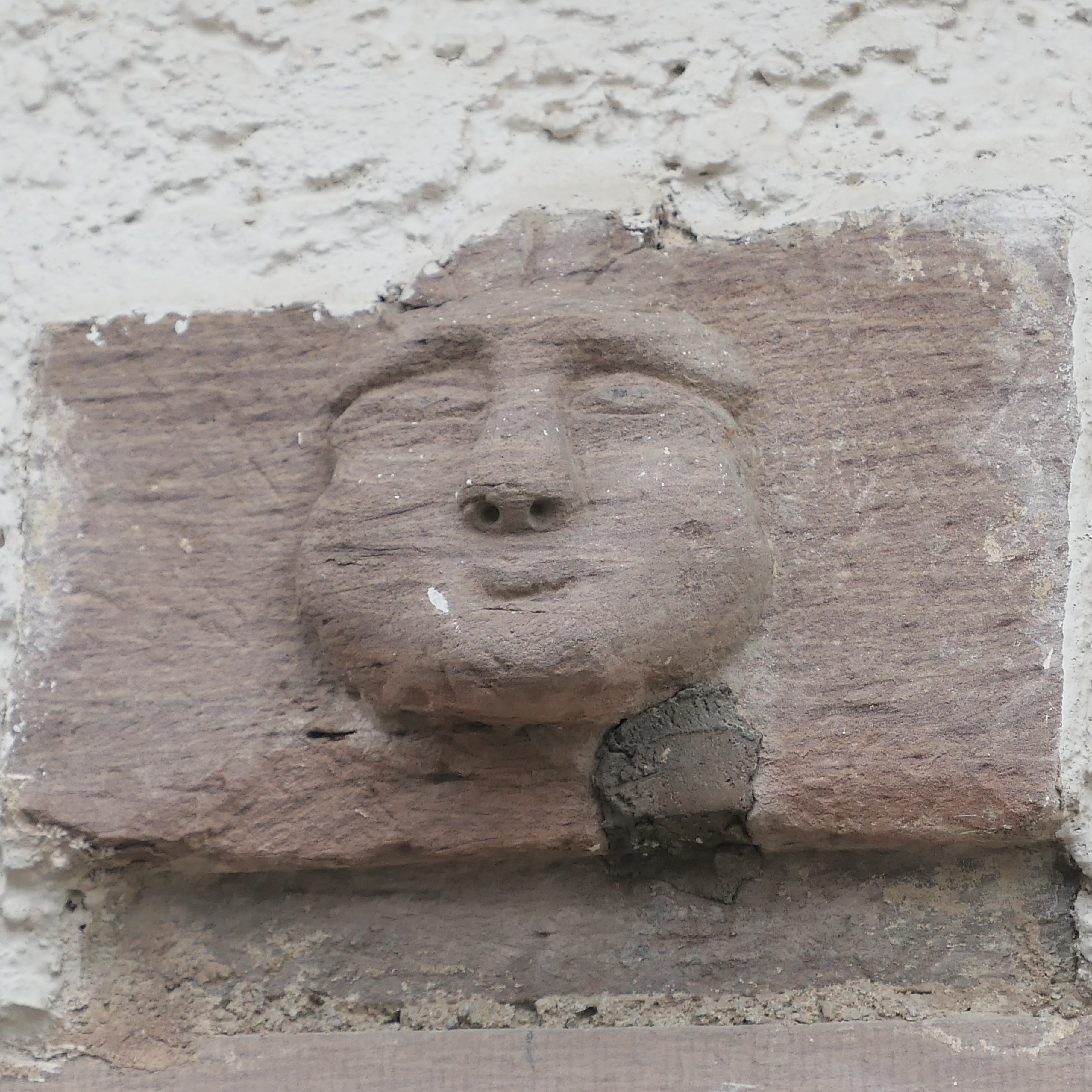
Kopfskulptur sekundär vermauert
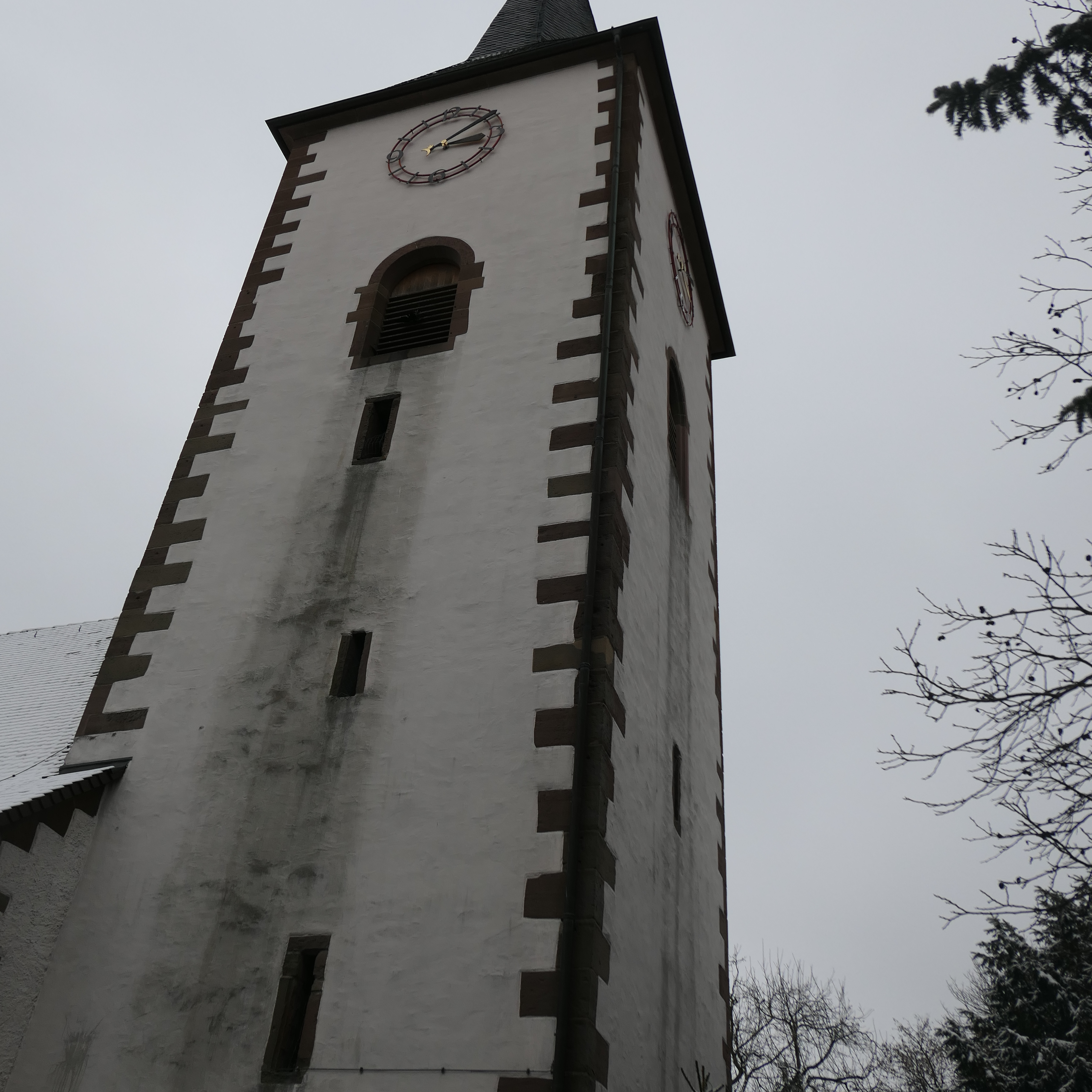
Turm (Romanik) SW
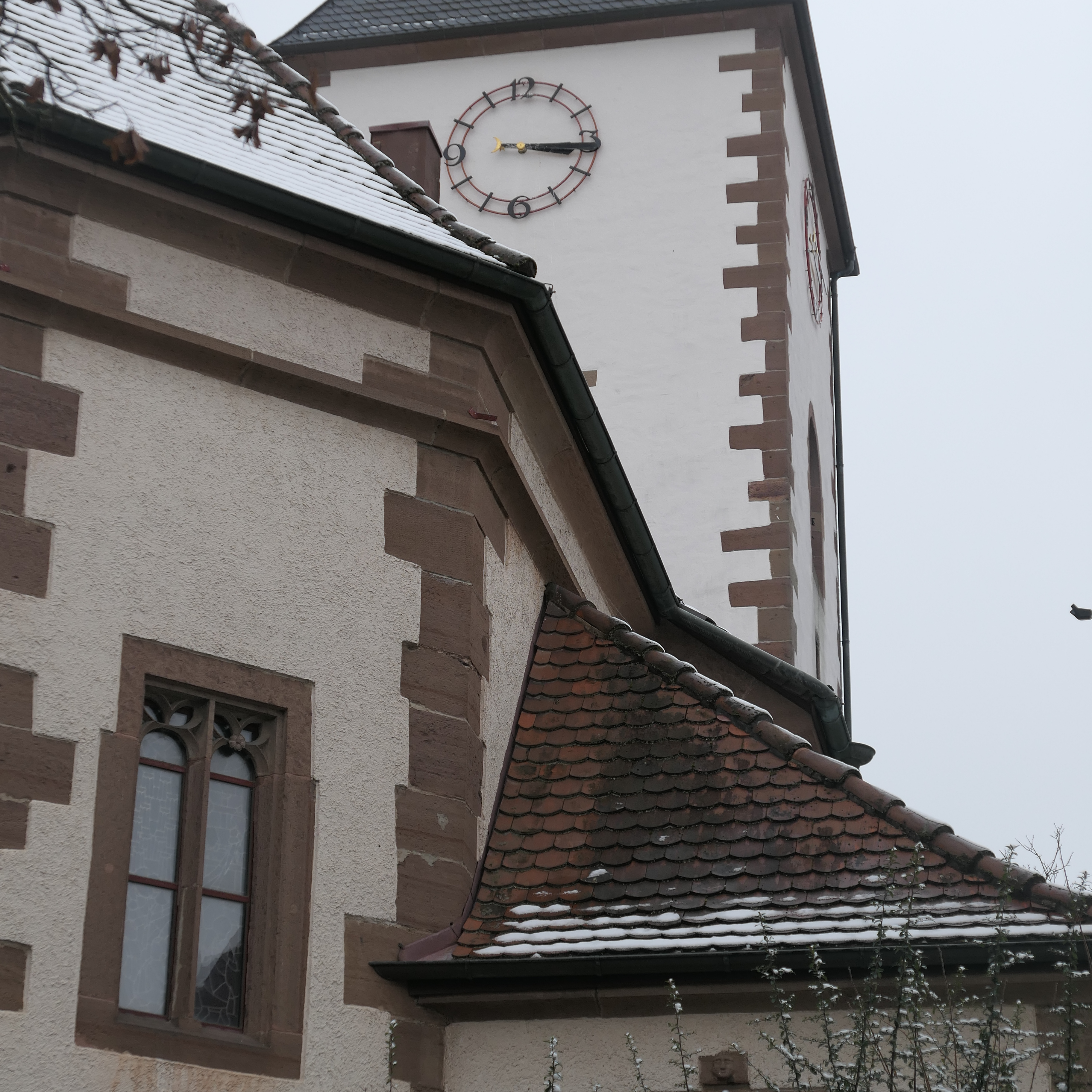
Ostansicht mit romanischem Kopf